# Perša Liha 2006-2007
La Perša Liha 2006-2007 è stata la 16ª edizione della seconda serie del campionato ucraino di calcio. La stagione è iniziata il 21 luglio 2006 ed è terminata il 21 giugno 2007.

## Stagione

### Novità
Al termine della passata stagione, sono salite in Vyšča Liha Zorja e Karpaty. Sono retrocesse in Druha Liha Spartak Sumy e Beršad. Sono salite dalla Druha Liha Desna Černihiv, Mykolaïv, Oleksandrija e Dnipro Čerkasy.
Dalla Vyšča Liha 2005-2006 sono retrocessi Volyn' e Zakarpattja.
Complice la mancata iscrizione dello Šachtar-2, lo Spartak Sumy è stato ripescato.
La Dinamo-IhroServis Sinferopoli ha cambiato denominazione in IhroServis.
Il Hazovyk-Skala Stryj ha cambiato sede da Stryj a Leopoli, cambiando denominazione in L'viv.

### Formula
Le venti squadre si affrontano due volte, per un totale di trentotto giornate. Le prime due classificate vengono promosse in Vyšča Liha.
Le ultime quattro classificate retrocedono in Druha Liha.

## Classifica finale
|  | Pos. | Squadra                  | Pt      | G  | V  | N  | P  | GF | GS | DR  |
|  | ---- | ------------------------ | ------- | -- | -- | -- | -- | -- | -- | --- |
|  | 1.   | Naftovyk-Ukrnafta        | 83      | 36 | 27 | 2  | 7  | 58 | 29 | +29 |
|  | 2.   | Zakarpattja              | 80      | 36 | 25 | 5  | 6  | 50 | 22 | +28 |
|  | 3.   | Obolon'                  | 73      | 36 | 23 | 4  | 9  | 47 | 27 | +20 |
|  | 4.   | Krymteplycja             | 70      | 36 | 21 | 7  | 8  | 53 | 37 | +16 |
|  | 5.   | Oleksandrija             | 61      | 36 | 19 | 14 | 13 | 37 | 27 | +10 |
|  | 6.   | Dinamo-2 Kiev            | 59      | 36 | 17 | 8  | 11 | 53 | 37 | +16 |
|  | 7.   | Helios Charkiv           | 58      | 36 | 17 | 7  | 12 | 45 | 36 | +9  |
|  | 8.   | Enerhetyk Burštyn        | 56      | 36 | 15 | 11 | 10 | 44 | 33 | +11 |
|  | 9.   | Stal' Dniprodzeržyns'k   | 53      | 36 | 15 | 8  | 13 | 42 | 37 | +5  |
|  | 10.  | IhroServis               | 51      | 36 | 14 | 9  | 13 | 46 | 44 | +2  |
|  | 11.  | L'viv                    | 47      | 36 | 13 | 9  | 15 | 45 | 45 | 0   |
|  | 12.  | Volyn'                   | 46      | 36 | 13 | 7  | 16 | 40 | 48 | -8  |
|  | 13.  | Mykolaïv                 | 46      | 36 | 12 | 10 | 14 | 33 | 40 | -7  |
|  | 14.  | Desna Černihiv           | 41      | 36 | 11 | 8  | 17 | 51 | 58 | -7  |
|  | 15.  | Dnipro Čerkasy           | 39      | 36 | 10 | 9  | 17 | 31 | 46 | -15 |
|  | 16.  | CSKA Kiev                | 38      | 36 | 10 | 8  | 18 | 24 | 44 | -20 |
|  | 17.  | Spartak Ivano-Frankivs'k | 33      | 36 | 10 | 3  | 23 | 24 | 51 | -27 |
|  | 18.  | Podillja (-12)           | 9       | 36 | 5  | 6  | 25 | 20 | 63 | -43 |
|  | 19.  | Borysfen (-6)            | 1       | 36 | 1  | 4  | 31 | 10 | 29 | -19 |
|  | ---  | Spartak Sumy             | Escluso | -  | -  | -  | -  | -  | -  | -   |

Legenda:
      Promossa in Vyšča Liha 2007-2008
      Retrocessa in Druha Liha 2007-2008
      Esclusa a campionato in corso.
Note:
Tre punti a vittoria, uno a pareggio, zero a sconfitta.